# S/S Ejdern (1898)
För ångfartyget byggt 1880, se S/S Ejdern, för motorfartyget byggt 1916, se M/S Ejdern af Stockholm, för den åländska färjan, se M/S Ejdern.
S/S Ejdern var ett svenskt ångfartyg, byggt vid Eriksbergs Mekaniska Verkstad och levererat till Göteborgs Nya Ångslups AB. Vid detta rederis likvidation övertogs fartyget 1922 av Styrsöbolaget och gick då i skärgårdstrafik under namnet Styrsö II. År 1954 övertogs hon av Ångbåtsaktiebolaget Bohuslänska kusten och sattes under namnet Marstrand in i förstärkningstrafik på traden Göteborg-Marstrand. Hon skrotades 1957 i Göteborgs hamn.